# Міжнародний Пекінський автосалон
Міжнародний Пекінський автосалон (англ. Beijing International Automotive Exhibition або Auto China (яп. 北京国际汽车展览会)) - це автосалон який проходить у столиці Китаю і є однією із найбільших автомобільних виставок в Азії, проводиться з 1985 року кожні 2 роки.

## 2008
З 20 квітня по 28 квітня відбувався десятий Міжнародний Пекінський автосалон-2008, на якому представлено сотні найрізноманітніших автомобілів та концепт-карів.
Серед найактивніших «демонстрантів» новинок – чи не всі світові компанії. Наприклад, корпорація Toyota Motor представила 50 різних автомобілів та концепт-карів. Серед серійних моделей марки Toyota, представлених на стендах компанії, можна побачити автомобілі як китайського, так і японського складання. Цікаво, що під час огляду ніхто різниці так і не помітив. Особливий акцент представники компанії зробили на моделі Toyota Yaris, що й не дивно, адже вже наприкінці травня складання цього малогабаритного хетчбека буде проводитися на китайському заводі в м. Гуанчжоу.
Mercedes-Benz провела в Китаї світову прем’єру нового позашляховика GLK, а Audi офіційно представила довгоочікуваний кросовер Q5. Компанія General Motors показала розкішний концепт-кар Buick Invicta, а Volkswagen збирається випускати в Китаї недорогий седан Lavida.
Екологічно чисті автомобілі показує компанія Great Wall, яка добре відома своїми пікапами та позашляховиками. Вона пропонує два електрокари та автомобіль з гібридною силовою установкою. У той же час Ford збирається продавати 5-місний S-Max, в якому через збільшення багажного відділення відсутній третій ряд сидінь.
Компанія Mazda вперше в Китаї презентує нове покоління автомобілів Mazda6.

## Зноски
1. ↑  Пекінський автосалон-2008[недоступне посилання з липня 2019]